# Radim Kučera
Radim Kučera (Valašské Meziříčí, 1º marzo 1974) è un allenatore di calcio ed ex calciatore ceco, di ruolo difensore, tecnico del Prostějov.

## Palmarès

### Club

#### Competizioni nazionali
- Coppa della Repubblica Ceca: 1

Sigma Olomouc: 2011-2012